# Památník Perryho vítězství a mezinárodního míru
Památník Perryho vítězství a mezinárodního míru připomíná bitvu u jezera Erie, která se odehrála poblíž South Bass Island v Ohiu, v místě, kde komodor Oliver Hazard Perry zvítězil v jedné z nejvýznamnějších námořních bitev britsko-americké války . Památník také oslavuje trvalý mír mezi Británií, Kanadou a Spojenými státy, který po válce následoval.

## Přehled
Pomník se tyčí do výšky 107 metrů, je to nejmohutnější dórský sloup na světě. Jeho autory jsou Joseph H. Freelander a A.D. Seymour.
Ačkoli pomník nese jméno Olivera Hazarda Perryho, Perry je pohřben jinde, a to na ostrově Newport ve státě Rhode Island. Pod kamennou podlahou pomníku jsou pochovány těla tří amerických a tří britských důstojníků, kteří v bitvě zahynuli. Na zdech rotundy jsou vytesána jména vojáků a námořníků, kteří byli v boji zabiti nebo zraněni, a text Smlouvy Rush-Bagot o demilitarizaci oblasti Velkých jezer.
Dorský sloup je jediný mezinárodní mírový památník pod správou National Park Service. Je o 15 metrů vyšší než Socha svobody . Jeho vyhlídková plošina je o 3,6 metru výše než je pochodeň Sochy svobody .

## Administrativní historie
Původně byl park vyhlášen jako národní monument prezidentem Franklinem D. Rooseveltem 2. června 1936 ; redesignován na národní památník byl 26. října 1972. Do Národního registru historických míst byl zapsán 15. října 1966.

## Mince z 2013
Památník byl vybrán, aby reprezentoval Ohio na jednom vyobrazení v sadě čtvťáků America the Beautiful Quarters. V této sadě je každý americký stát reprezentován jednou čtvrťákovou mincí. Zadní strana ohiojského čtvťáku ukazuje Olivera Hazarda Perryho s mezinárodním památníkem míru v pozadí. Design mince byl vybrán z jedenácti návrhů.

## Galerie

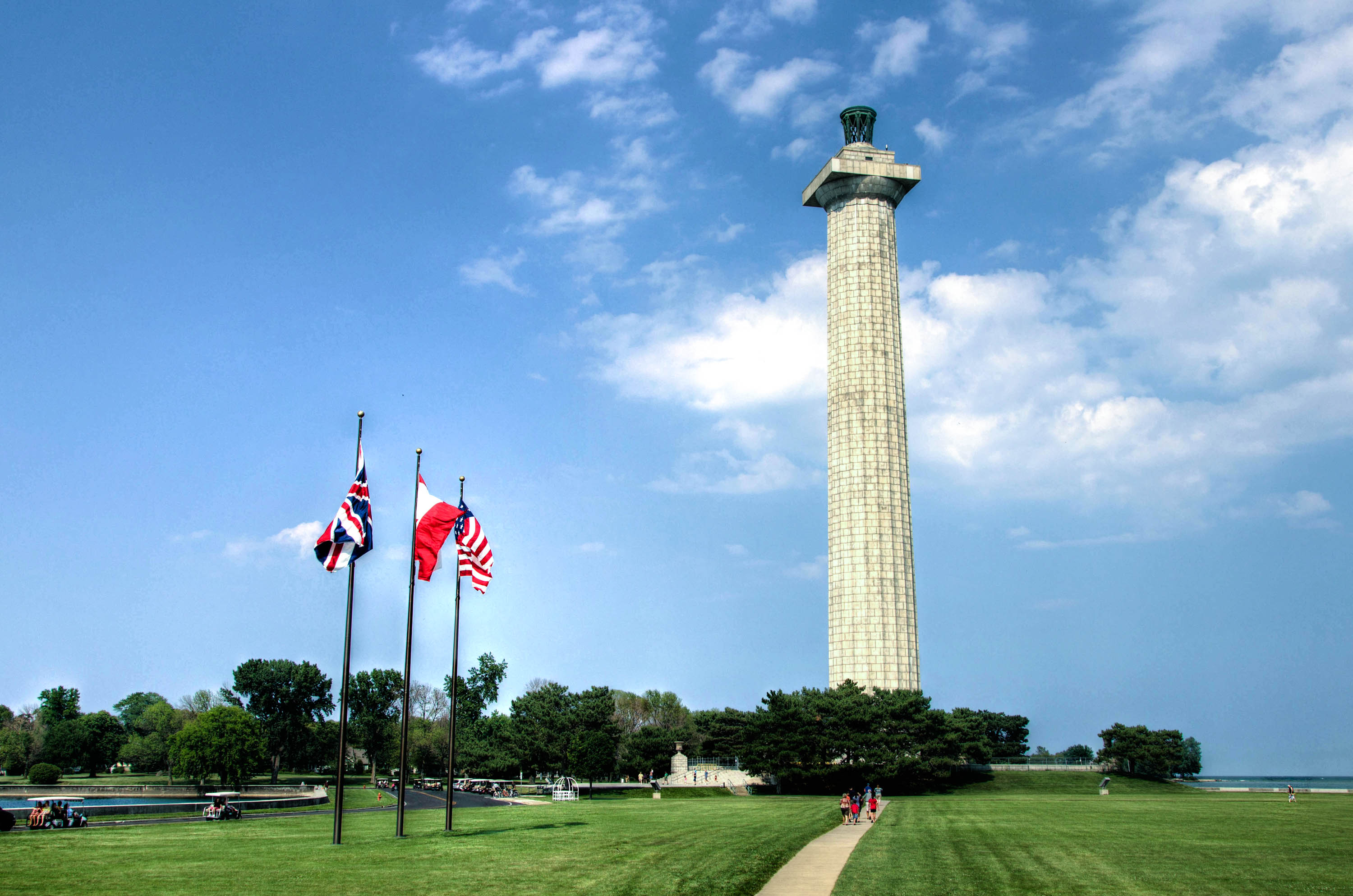
Vlajky Kanady, USA a Velké Británie
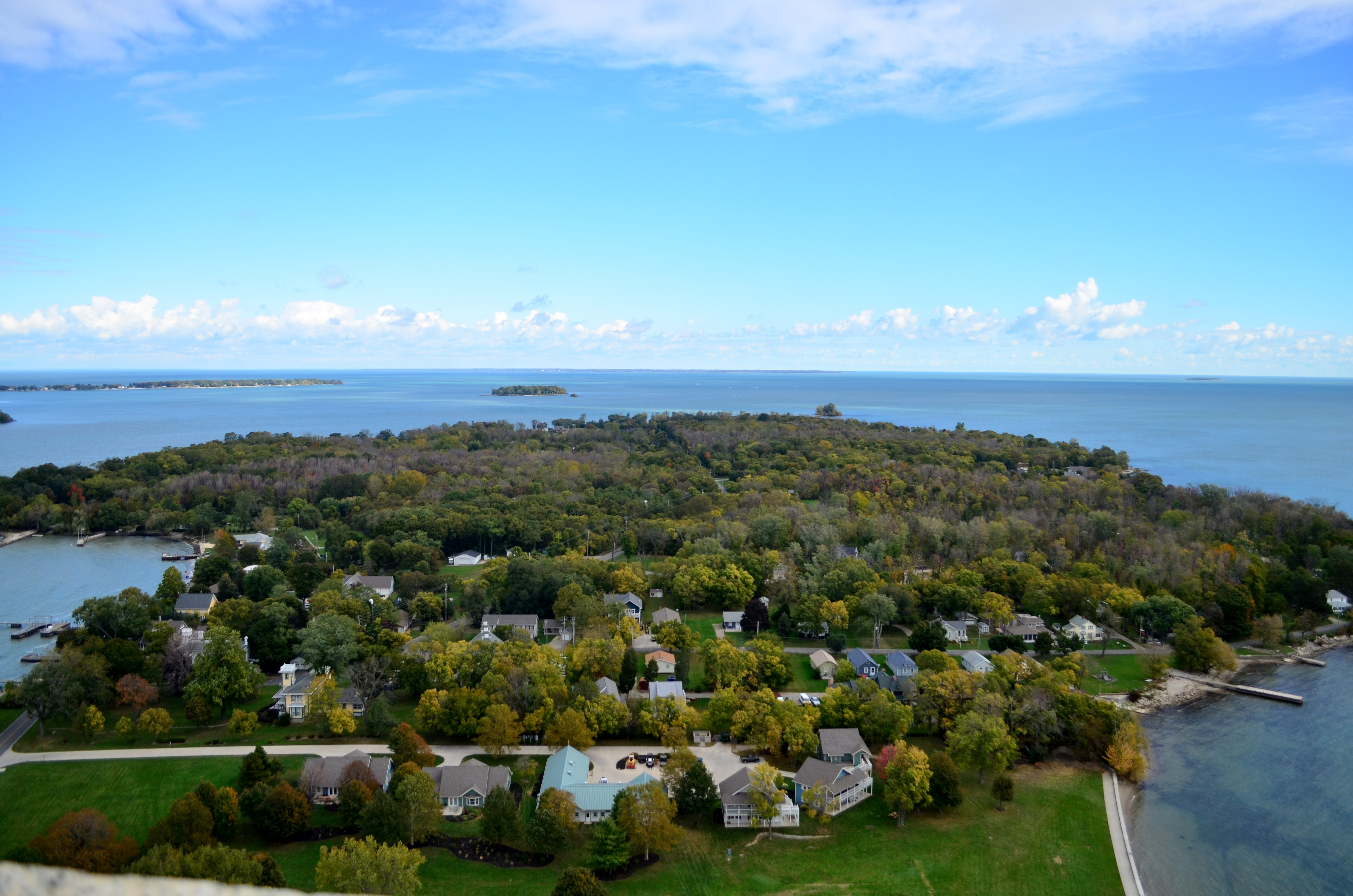
Pohled z vrcholku sloupu památníku
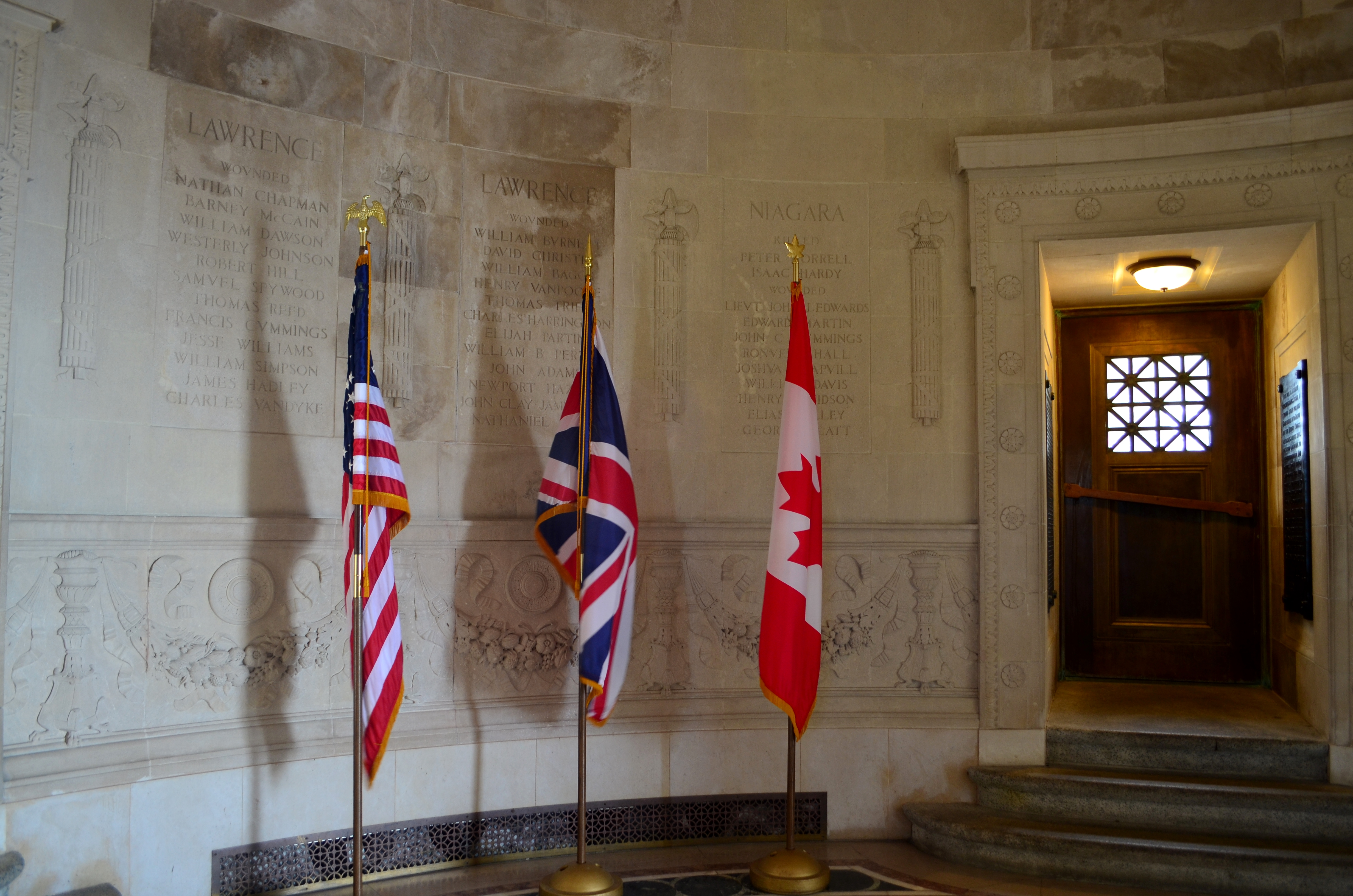
Vnitřek rotundy v dolní části sloupu
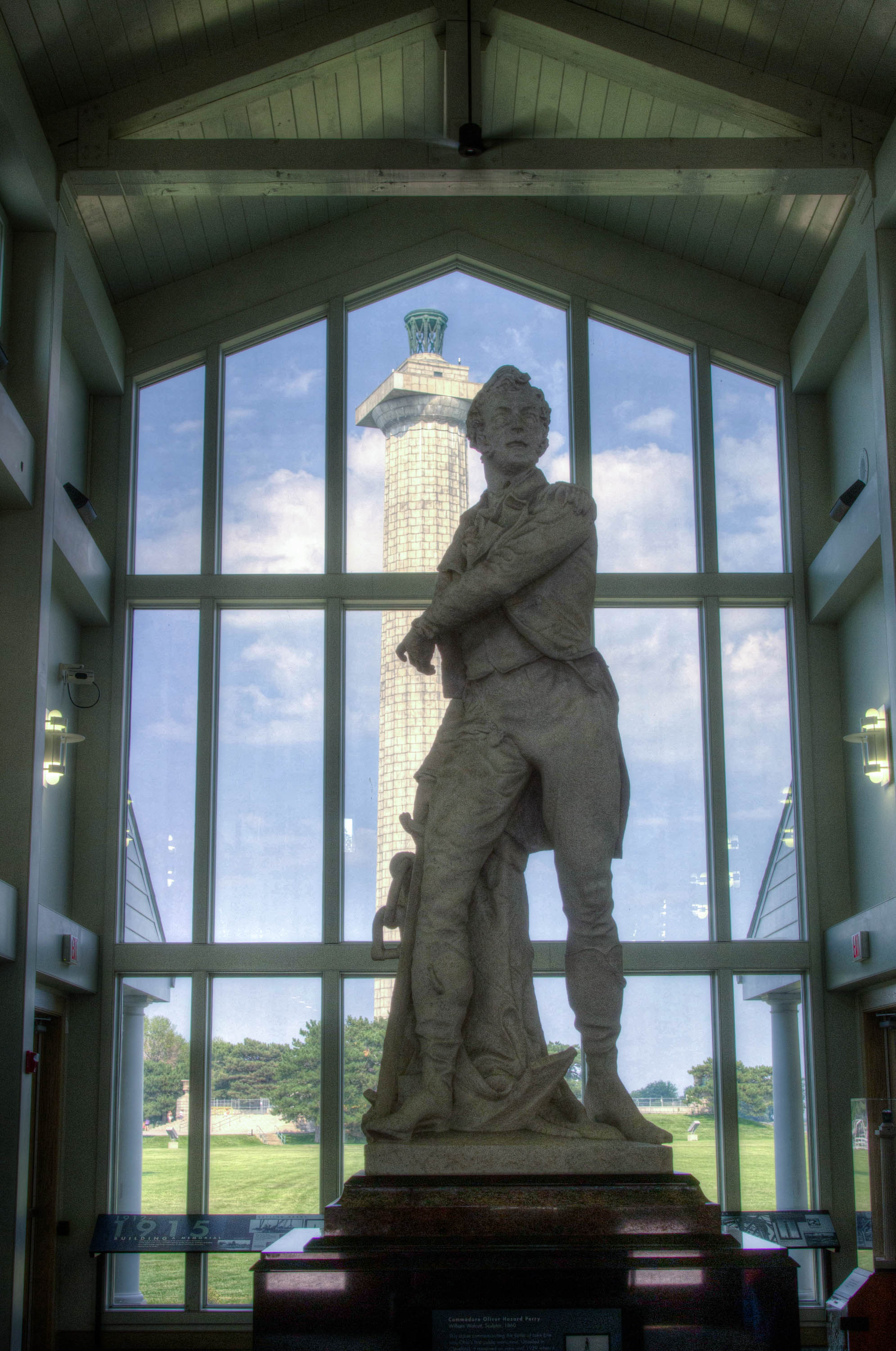
Pohled na sochu komodora Perryho z návštěvnického centra
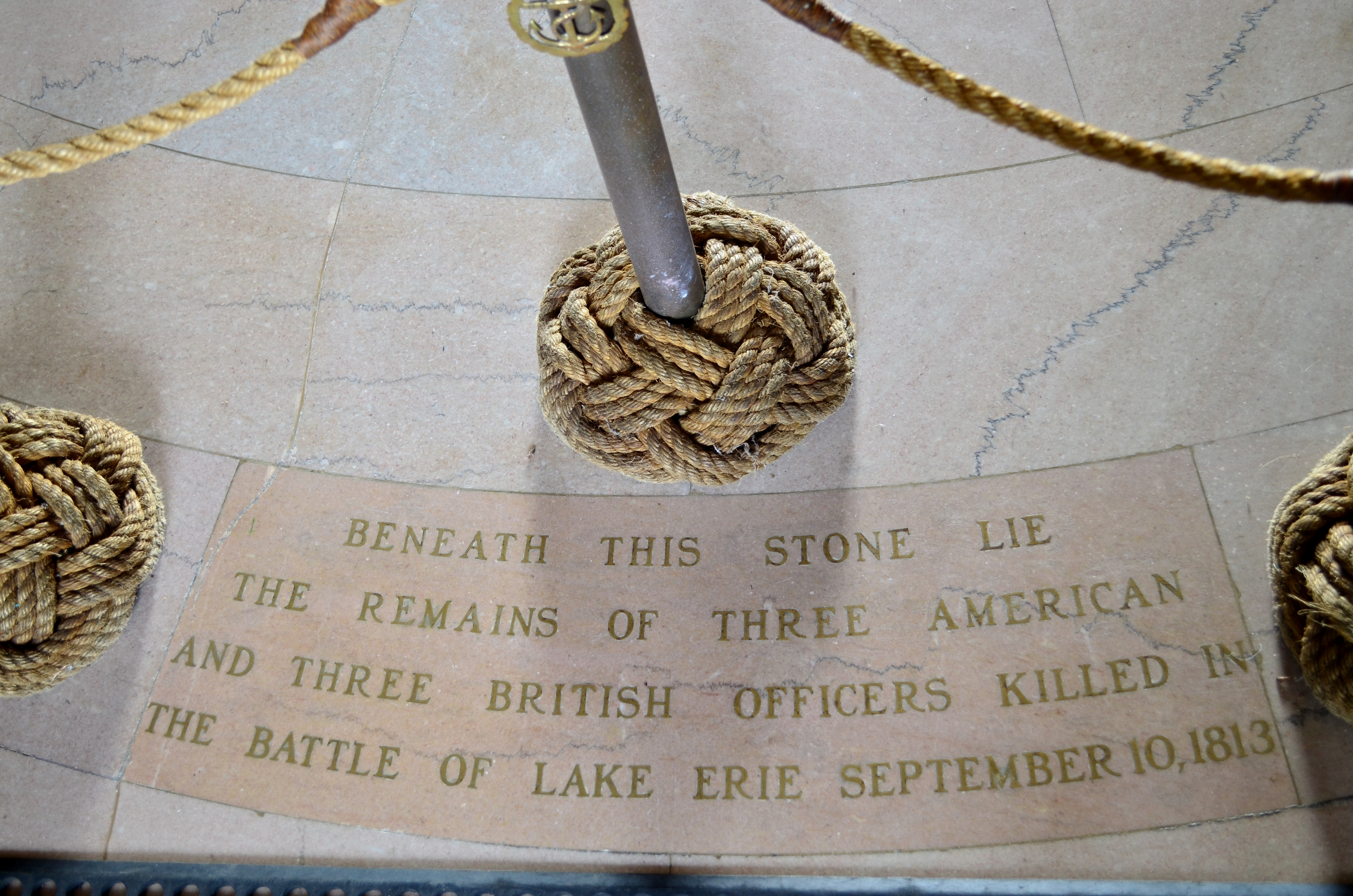
Pamětní deska na podlaze rotundy
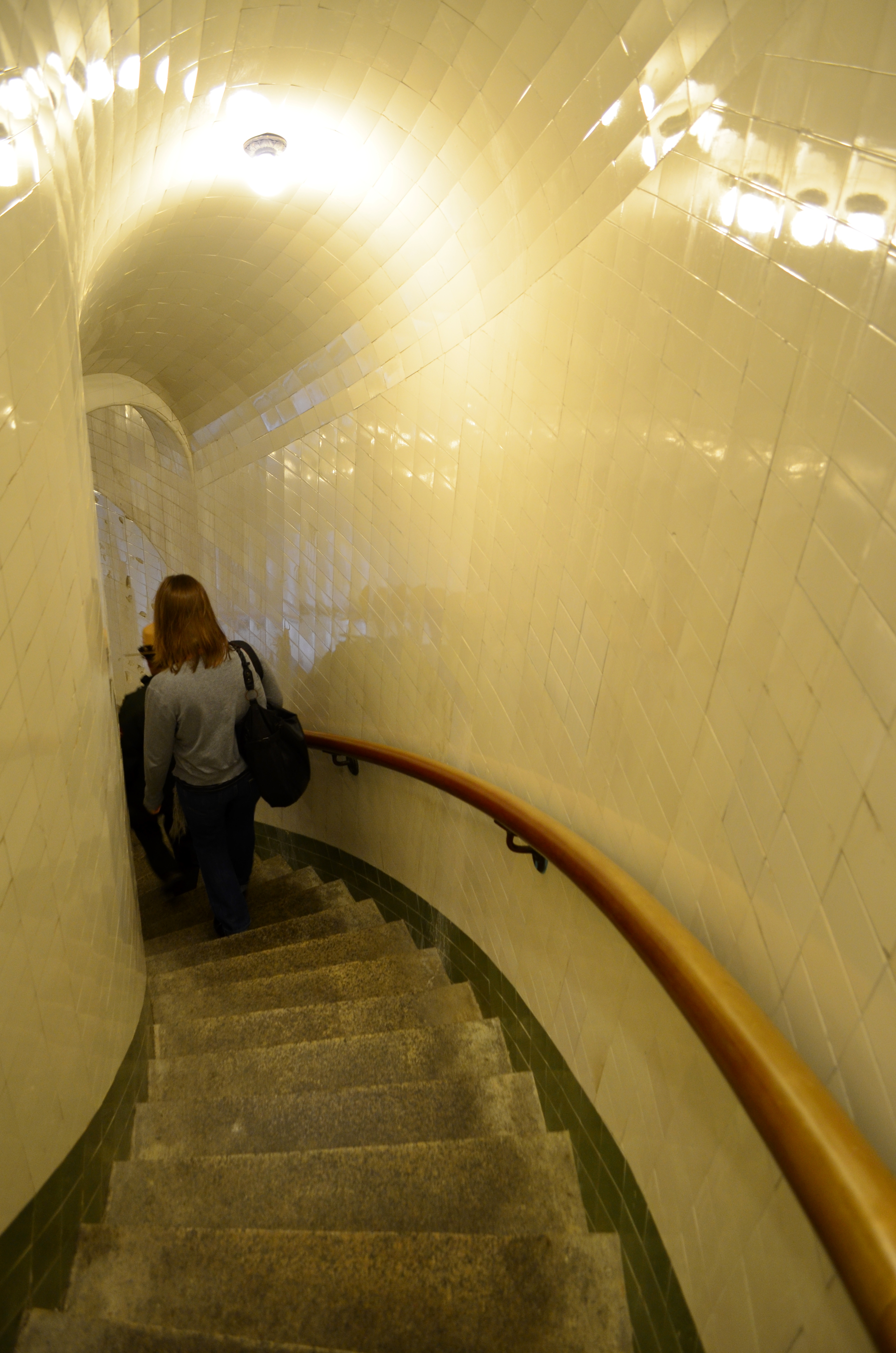
Schodiště uvnitř Perryho pomníku